# Садки (Івано-Франківський район)
Садки́ — село в Україні, у Івано-Франківському районі Івано-Франківської області. Входить до складу Дубовецької сільської громади. Колишній орган місцевого самоврядування — Кінчаківська сільська рада. Населення становить 73 особи (станом на 2001 рік). Село розташоване на сході Івано-Франківського району, за 14,5 кілометра від м. Галич.

## Географія
Село Садки лежить за 14,5 км на схід від Галича, фізична відстань до Києва — 407,9 км. На польських міжвоєнних картах Садки позначені як хутір поблизу Нових Кінчаків.
| Клімат Садків           | Клімат Садків | Клімат Садків | Клімат Садків | Клімат Садків | Клімат Садків | Клімат Садків | Клімат Садків | Клімат Садків | Клімат Садків | Клімат Садків | Клімат Садків | Клімат Садків | Клімат Садків |
| Показник                | Січ.          | Лют.          | Бер.          | Квіт.         | Трав.         | Черв.         | Лип.          | Серп.         | Вер.          | Жовт.         | Лист.         | Груд.         | Рік           |
| Середній максимум, °C   | −1,2          | 0,2           | 5,3           | 13,2          | 19,1          | 22,1          | 23,5          | 22,9          | 18,7          | 12,9          | 5,8           | 0,8           | 11,9          |
| Середня температура, °C | −4,3          | −2,8          | 1,5           | 8,3           | 13,7          | 16,8          | 18,2          | 17,5          | 13,6          | 8,3           | 2,8           | −1,8          | 7,6           |
| Середній мінімум, °C    | −7,4          | −5,8          | −2,2          | 3,4           | 8,3           | 11,6          | 12,9          | 12,1          | 8,5           | 3,7           | −0,1          | −4,4          | 3,4           |
| Норма опадів, мм        | 32            | 32            | 34            | 53            | 81            | 96            | 99            | 74            | 55            | 38            | 37            | 40            | 671           |
| ----------------------- | ------------- | ------------- | ------------- | ------------- | ------------- | ------------- | ------------- | ------------- | ------------- | ------------- | ------------- | ------------- | ------------- |
| Джерело:                |               |               |               |               |               |               |               |               |               |               |               |               |               |

## Населення
Станом на 1989 рік у селі проживали 99 осіб, серед них — 48 чоловіків і 51 жінка.
За даними перепису населення 2001 року у селі проживали 73 особи. Рідною мовою назвали:
| Мова       | Кількість осіб | Відсоток |
| ---------- | -------------- | -------- |
| українська | 73             | 100,00%  |

## Відомі люди
- Тарнавський Михайло-«Гроза» (1922-1946) — український військовик, поручник УПА, командир сотні 75 «Звірі» куреня «Смертоносці» в ТВ-22 «Чорний ліс».